# Jagerswijk
Jagerswijk (dialekt groningski: Jauwerswiek) – wieś w Holandii, w prowincji Groningen, w gminie Hoogezand-Sappemeer.